# Desa Karangasem (administrativ by i Indonesien, Jawa Barat, lat -7,77, long 112,96)
Desa Karangasem är en administrativ by i Indonesien.   Den ligger i provinsen Jawa Barat, i den västra delen av landet, 700 km öster om huvudstaden Jakarta.